# NGC 2474
NGC 2474 ist eine elliptische Galaxie vom Hubble-Typ E0 im Sternbild Luchs am Nordsternhimmel. Sie ist schätzungsweise 253 Millionen Lichtjahre von der Milchstraße entfernt und bildet mit NGC 2475 ein Galaxienpaar.
Das Objekt wurde am 17. März 1790 von Wilhelm Herschel entdeckt.